# ChouCho ColleCtion "bouquet"
『ChouCho ColleCtion "bouquet"』（チョウチョ コレクション ブーケ）は、ChouChoのベストアルバム。2016年5月25日、Lantisから発売された。

## 概要
メジャーデビュー5周年を記念し発売した初のベストアルバム。メジャーデビュー曲「カワルミライ」から「空想トライアングル」までのシングル曲やパチスロ「ガールズ＆パンツァー」で使用されていた「眠れる本能」、「希望の絆」のソロボーカルバージョン、ベストアルバムのために書き下ろした新曲「bouquet」などを収録している。
パッケージ版は2枚組CDのみの「通常盤」（LACA-15565～66）とBDが付属する「初回限定盤」（LACA-35565～66）の2種類で発売。「初回限定盤」付属BDにはこれまでに発売したシングル曲や新曲「bouquet」のミュージック・ビデオを収録している。また、パッケージ版発売と同日にハイレゾ版（96kHz/24bit 及び 96kHz/32bit）もリリースされた。

## 収録内容

### [Disc 1]
1. bouquet
作詞・作曲：ChouCho、編曲：村山☆潤
アルバムのために書き下ろされた新曲[7]。
2. カワルミライ
作詞：こだまさおり、作曲・編曲：中山真斗
1stシングル。
UHFアニメ「神様のメモ帳」オープニングテーマ[8]。
3. Authentic symphony
作詞：こだまさおり、作曲・編曲：虹音
2ndシングル。
UHFアニメ「ましろ色シンフォニー」オープニングテーマ[9]。
4. ハルモニア
作詞・作曲：rino、編曲：虹音
3rdシングル。
OVA「英雄伝説 空の軌跡 THE ANIMATION」エンディングテーマ[10]。
5. Million of Bravery
作詞・作曲・編曲：前山田健一
ヒャダインとのスプリットシングル[11]。
スマートフォンゲーム「拡散性ミリオンアーサー」主題歌。
6. 優しさの理由
作詞：こだまさおり、作曲・編曲：宮崎誠
4thシングル。
UHFアニメ「氷菓」オープニングテーマ[12]。
7. DreamRiser
作詞：こだまさおり、作曲：rino、編曲：h-wonder
5thシングル。
UHFアニメ「ガールズ&パンツァー」OPテーマ[13]。
8. 空とキミのメッセージ
作詞：こだまさおり、作曲・編曲：矢吹香那
6thシングル。
UHFアニメ「翠星のガルガンティア」エンディングテーマ[14]。
9. starlog
作詞：松井洋平、作曲・編曲：川本新
7thシングル。
UHFアニメ「Fate/kaleid liner プリズマ☆イリヤ」オープニングテーマ[15]。
10. 光
作詞・作曲：矢吹香那、編曲：菊谷知樹
2ndアルバム「secretgarden」収録曲。
PS3専用ソフト「フェアリーフェンサー エフ」エンディングテーマ[16]。
11. kagami
作詞：松井洋平、作曲・編曲：石川智久
2ndアルバム「secretgarden」収録曲。
UHFアニメ「Fate/kaleid liner プリズマ☆イリヤ」挿入歌[17]。
12. あの空に還る未来で
作詞：こだまさおり、作曲・編曲：矢鴇つかさ
8thシングル。
UHFアニメ「バディ・コンプレックス」エンディングテーマ[18]。

### [Disc 2]
1. 夏の日と君の声
作詞：ChouCho、作曲・編曲：渡辺拓也
9thシングル。
UHFアニメ「グラスリップ」オープニングテーマ[19]。
2. ルーセントアイズ
作詞：ChouCho、作曲・編曲：矢鴇つかさ
9thシングル カップリング曲。
UHFアニメ「グラスリップ」イメージソング[20]。
3. 君へ贈る魔法
作詞：糸曽賢志、作曲：rino、編曲：清水哲平
配信限定シングル「whitepetals」収録曲。
オリジナルアニメーション「サンタ・カンパニー」主題歌[21]。
4. Starting up
作詞・作曲：rino、編曲：h-wonder
配信限定シングル「whitepetals」収録曲。
漫画作品「ろんぐらいだぁす!」イメージソング[22]。
5. 大切な宝物
作詞：ChouCho、作曲・編曲：h-wonder
配信限定シングル「whitepetals」収録曲。
OVA「翠星のガルガンティア ～めぐる航路、遥か～」エンディングテーマ[23]。
6. BLESS YoUr NAME
作詞：松井洋平、作曲・編曲：倉内達矢
10thシングル。
UHFアニメ「ハイスクールD×D BorN」オープニングテーマ[24]。
7. Hello, Hello, Hello
作詞：ChouCho、作曲・編曲：h-wonder
10thシングル カップリング曲。
OVA「閃乱カグラ ESTIVAL VERSUS -水着だらけの前夜祭-」主題歌[25]。
8. piece of youth
作詞：ChouCho、作曲・編曲：酒井陽一
11thシングル。
博報堂DYミュージック&ピクチャーズ配給映画「ガールズ&パンツァー 劇場版」主題歌[26]。
9. GloryStory
作詞：ChouCho、作曲：田村ジュン、編曲：酒井陽一
11thシングル カップリング曲。
博報堂DYミュージック&ピクチャーズ配給映画「ガールズ&パンツァー 劇場版」イメージソング[27]。
10. 空想トライアングル
作詞：ChouCho、作曲・編曲：中山真斗
12thシングル。
UHFアニメ「ハルチカ～ハルタとチカは青春する～」エンディングテーマ[28]。
11. 眠れる本能
作詞：ChouCho、作曲・編曲：高田暁
パチスロ「ガールズ&パンツァー」挿入歌[29]。
12. 希望の絆 (ChouCho solo ver.)
作詞：ChouCho、作曲：増谷賢、編曲：村山☆潤
初出のソロボーカルバージョン[30]。